# Соболево (Сувалкский повет)
Соболево (пол. Sobolewo) — деревня в Сувалкском повете Подляского воеводства Польши. Входит в состав гмины Сувалки. Находится примерно в 6 км к юго-востоку от центра города Сувалки. У северо-восточной окраины протекает река Чёрная Ганьча. Северо-западнее расположен пруд и карьер, в котором добыча гравия ведётся с 1975 года.
По данным переписи 2011 года, в деревне проживал 331 человек.